# Regiunea Chari-Baguirmi
Regiunea Chari-Baguirmi este una dintre cele 22 unități administrativ-teritoriale de gradul I ale statului Ciad. Reședința sa este orașul Massenya.